# Stanislaw Tillich
Stanislaw Rudi Tillich (lužičkosrpski: Stanisław Tilich; rođen 10. travnja 1959. u Neudörfel kod Kamenza) je njemački političar i pripadnik je lužičkosrpske manjine u Njemačkoj. Od svibnja 2008. obnaša dužnost predsjednika vlade Slobodne Države Saske i predsjednik je pokrajinske organizacije Kršćansko-demokratske unije u Saski.

## Vanjske poveznice
- Mrežna stranica Stanislawa Tillicha  Arhivirana inačica izvorne stranice od 20. svibnja 2013. (Wayback Machine)
- Sächsischer Landtag – Kurzbiographie  Arhivirana inačica izvorne stranice od 7. listopada 2014. (Wayback Machine)
- Mrežna stranica predsjednika Vlade Saske